# 사진관

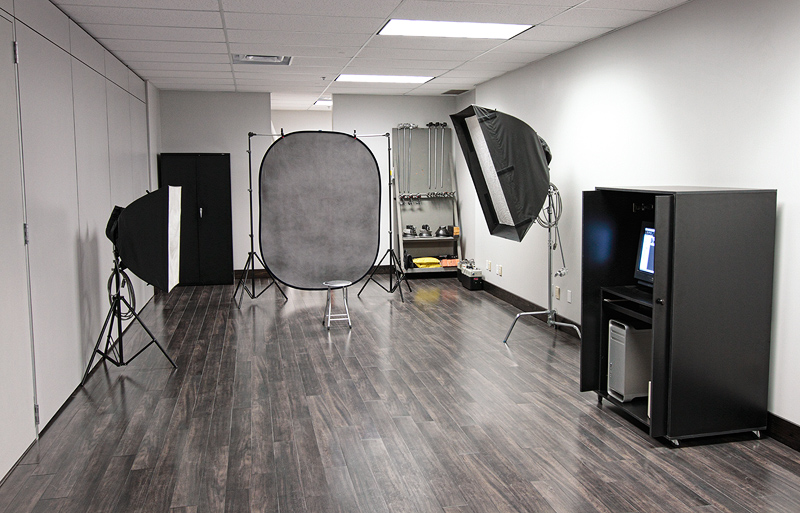

사진관(寫眞館) 또는 포토 스튜디오(영어: photo studio)는 사진 촬영을 업으로 하는 가게이다. 사진기를 판매하는 상점이나 DPE 점 현상과 프린트를 주로하는 가게와는 다르다.

## 역사
20세기 초부터 사진관의 비즈니스 기능은 점점 더 사진 에이전시로 불리게 되었으며 "사진관"이라는 용어는 거의 작업 공간만을 지칭하게 되었다.
사진관과 사진의 역사는 윌리엄 폭스 탤벗과 루이 다게르가 카메라 사진 기록 프로세스를 발명한 1840년대로 거슬러 올라간다. 최초의 사진관은 자연광을 활용하여 사진 인물 사진을 만들었다. 이미 예술가들이 사용했듯이 직사광선이 없는 북극광이 선호되었다.
"플래시"의 최초 사용은 레베트 랜던 보스카웬 이벳슨이 석회광을 사용하여 매우 작은 물체를 촬영했던 1839년으로 거슬러 올라간다. 라임라이트(Limelight)는 산소수소를 연료로 하는 화염에 석회 조각을 넣어서 만들어졌다. 사진관에서는 1840년에 플래시를 사용하기 시작했으며 1864년에는 다음 기술 혁신인 마그네슘 와이어가 새로운 인공 광원이 되었다. 그러나 비용이 많이 들고 위험하기 때문에 모든 사람이 이를 감당할 수 있는 것은 아니다. 이 섬광은 '뜨거운 빛'으로도 알려져 있으며 폭발할 수도 있었다. 1860년대에는 전문 스튜디오에서 널리 사용되었다. '텅스텐 라이트' 또는 '핫 라이트'는 여전히 사용 중이었다. 1870년대에는 심지어 소규모 스튜디오에서도 플래시 조명이나 스트로브를 사용할 수 있게 되었다.
사람들은 사진 촬영의 다양한 장애물에 대처하기 위해 스튜디오를 설립할 때 때때로 많은 것을 시도했다. 그러나 조명이 큰 장애물이었다. 플래시 파우더는 영화의 움직임을 포착하기에 충분한 밝기를 생성할 수 있는 최초의 인공 조명 수단이었다. 그러나 이 산업은 더 빠른 속도로 발전했다. 카메라 렌즈, 조명, 기타 기술 및 장비의 발전으로 스튜디오 사진 촬영이 인기를 얻었고 스튜디오 내에서 이미지를 제작하는 것이 훨씬 쉬워졌다.
사진이 최초로 상업적으로 사용된 것은 초상화 제작이었다. 사진은 1840년대부터 그림을 거의 완전히 대체했으며 완비된 스튜디오가 존재했다. 사진을 찍는 과정은 회화에 비해 훨씬 짧고 단순했는데, 그 과정에서 주체는 물론 화가도 고생을 했었다. 사진관을 설립하는 것이 상대적으로 쉽고 저렴해졌기 때문에 1870년대에는 유럽과 미국에 수천 개의 초상화 스튜디오가 생겼다. 그럼에도 불구하고 현재까지 눈에 띄는 형태로 살아남은 스튜디오는 거의 없다.
'칼로타입' 과정은 1840년대에 도입되었다. 칼로타입의 도입으로 네거티브 제작을 통해 사진작가는 고객이 요구하는 만큼 많은 사본을 인쇄할 수 있게 되었고, 이로써 스튜디오의 기반이 더욱 강화되었다. 1850년대에는 '암브로타입(ambrotypes)'이라고 불리는 작은 초상화가 제작되었다. 1826년 최초의 스틸 인물 사진을 촬영했을 때 노출 시간은 8시간에 비해 2~20초로 다양했다.